# Happy the Man
Happy the Man é um grupo estadounidense de rock progressivo, formado no início dos anos 1970. Especializado na escrita e execução de temas instrumentais de grande complexidade rítmica e harmónica, o grupo gravaria dois álbuns antes da saída para os Camel do teclista Kit Watkins, e apenas retornaria ao activo em 2000, com David Rosenthal a ocupar o lugar deixado vago por Watkins.

## História

### Génese
Os Happy the Man nasceram em Harrisonburg, Virgínia, em 1973. O guitarrista Stanley Whitaker (n. 1954) e o baixista Rick Kennell (n. 1952) haviam-se encontrado no ano anterior, na Alemanha. Whitaker, cujo pai era oficial do exército e tinha sido destacado para aquele país europeu quatro anos antes, havia formado, com o teclista David Bach, o grupo Shady Grove, tendo sido após um concerto dado por essa mesma banda que Kennell travou conhecimento com o guitarrista, descobrindo ambos o apreço em comum pelo rock progressivo britânico que os levou a formar uma banda.
Uma vez diplomado, Whitaker regressou aos E.U.A., levando consigo o contacto que Kennell lhe havia dado de dois antigos colegas seus, integrantes da banda Zelda: o baterista Mike Beck (n. 1952) e o cantor e flautista Cliff Fortney (n. 1952) que, apesar de residirem em Fort Wayne, Indiana, logo acordaram em mudar-se para a Virgínia. 
O alinhamento ficaria completo com o saxofonista/pianista Frank Wyatt (n. 1954), que Whitaker tinha conhecido já enquanto estudante da James Madison University, na cadeira de Teoria Musical, e com Kit Watkins (n. 1953), filho de um professor de piano que viria a substituir David Bach em 1973.
Quando, em Janeiro de 1974, Kennell regressou aos E.U.A., a formação do grupo estava finalmente completa.

## Primeiros anos
O repertório primordial do grupo consistia maioritariamente em versões de canções de outros grupos, nomeadamente nos títulos “Watcher of the skies”, dos Genesis; “21st Century Schizoid Man”, dos King Crimson; e “Man-Erg”, dos Van der Graaf Generator. Porém, cedo começaram a tocar temas da sua própria autoria, alguns dos quais apenas veriam a luz do dia nas compilações da Cuneiform Beginnings e Death's crown. Destes destaca-se uma versão ainda elementar do épico de quarenta minutos “New York Dream's Suite”.
Em 1976, Peter Gabriel, que andava à procura de uma banda-suporte para a sua recém inaugurada carreira a solo, deslocou-se até Arlington para uma audição ao grupo. Juntos tocaram a canção “Slowburn”, que Gabriel havia escrito há pouco, e, ainda que Gabriel os tenha preterido pelo grupo de músicos que o acompanharam durante uma grande parte da sua carreira inicial, e no qual estavam englobados Robert Fripp e Tony Levin, os Happy the Man não saíram deste encontro de mãos a abanar, já que daí resultou um contrato de cinco anos com a Arista.

### Período Arista (1976-78)
O álbum epónimo dos Happy the Man foi gravado em 1976 nos estúdios da A&M. Sob a orientação de Ken Scott, que já se havia distinguido em álbuns de David Bowie, Mahavishnu Orchestra e Supertramp, o grupo produziria aquele que continua a ser considerado como um dos mais importantes álbuns de música progressiva norte-americana, contendo os dois longos instrumentais “Mr Mirror's reflection on dreams” e “New York Dream's Suite” e outras peças que, embora menos impressionantes, não deixam de ser muito interessantes, nomeadamente o tema de abertura “Starborne”, que logo dá a conhecer ao ouvinte o universo musical típico dos Happy the Man, ou “Stumpy meets the firecracker in Stencil Forest” onde o grupo se permite a entrar num território mais roqueiro. O álbum inclui ainda duas canções com voz, “Upon the rainbow (Befrost)” e “On time as a helix of precious laughs”.
Depois da edição do álbum, em 1977, o grupo partiu em digressão fazendo as primeiras partes de Foreigner, Renaissance, Stomu Yamash’ta, e do projecto paralelo dos Jefferson Airplane, Hot Tuna, com quem tocaram, em Long Island, perante uma audiência composta por pouco menos de 10 000 pessoas.
Em finais de 1977, Beck tinha já saído do grupo, sendo substituído por Ron Riddle que antes havia passado por uma formação embrionária dos The Cars. Riddle participaria apenas no segundo e mais aclamado álbum dos Happy the Man, Crafty hands, deixando, mais evidentemente, por lá a sua marca na peça de abertura “Service with a smile” (co-escrita pelo teclista dos The Cars, Greg Hawkes, em 1973).

### Separação
O contracto com a Arista foi dissolvido por esta depois de nenhum dos dois álbuns do grupo ter gerado um impacto comercial significativo. Porém, apesar deste contratempo, o grupo não esmoreceu: ganhou um novo membro, o baterista Coco Roussel (n. 1951), que antes tinha passado pelos Heldon e pelos Clearlight; e continuou a escrever temas que iam sendo introduzidos nos alinhamentos dos concertos, temas esses que, em finais de 1978, eram já, em número, suficientes para a gravação de um novo álbum, o anunciado Labyrinth.
O grupo chegou mesmo a gravar demos de Labyrinth, em Fevereiro de 1979, mas estas não foram convincentes o suficiente para atrair o interesse de uma qualquer editora, pelo que o projecto Happy the Man estava em maus lençóis. Kit Watkins anunciou em Maio de 1979 que iria deixar a banda a fim de integral os Camel e, após o concerto final desta formação na James Madison University, logo Whitaker e Kennell se reuniram com David Bach na formação dos Vision.
Embora o grosso das composições deste período tivesse permanecido inédito até 1983, ano em que Watkins lançou as demos na sua própria editora, a Azimuth, sob o nome de 3rd Better late... (a posterior edição em CD incuiria também as faixas “Who's in charge here” e “Such a warm breeze”), algum material foi-se revelando ao longo da carreira de Watkins, que gravou “Eye of the storm” no álbum dos Camel I can see your house from here (1979), e outras duas faixas, “Labyrinth” e “While crome yellow shine”, no seu álbum a solo de 1980, Labyrinth, que contou com a prestação do ex-HtM Coco Roussel.

## Reunião
Os Happy the Man adquiriram o estatuto de banda de culto e os seus discos foram sendo reeditados ao longo dos anos, tal como também foram surgindo no mercado sucessivas edições de arquivo: Retrospective (1989); Beginnings (1990); Live (1997); e Death's crown (1999). Em 1999 os dois primeiros álbuns, correspondentes ao período Arista, foram remasterizados por Watkins e lançados pela One Way Records nos E.U.A. e pela Musea (acompanhados por uma biografia em duas partes do grupo) na Europa. Depois, no seguimento de várias tentativas frustradas, os HtM reuniram-se especialmente para um concerto no festival NEARfest. A formação consistia nos mesmos membros responsáveis por Crafty hands à excepção de Watkins, substituído por David Rosenthal. Com um novo baterista, Joe Bergamini, o grupo gravou, em 2004, o álbum The muse awakens e, desde então, Whitaker e Wyatt juntaram-se, em 2006, para agravação do álbum Pedal giant animals e formaram os Oblivion Sun.

## Integrantes
- Stanley Whitaker
- Rick Kennell
- Frank Wyatt - teclado, saxofone e flauta (desde 1972)
- Kit Watkins (1972-1979)
- David Rosenthal - teclado (desde 2000)
- Mike Beck - bateria (1972-1977)
- Ron Riddle - bateria (1978)
- Coco Roussel - bateria (1979)
- Joe Bergamini - bateria (desde 2000)

## Discografia
- Happy The Man (1977)
- Crafty Hands (1978)
- Better Late... (1983; Gravação efectuada em 1979)
- Retrospective (1989; Compilação das gravações efectuadas pelo grupo entre 1977 e 1979)
- Beginnings (1990; Gravação efectuada em 1974 e 1976)
- Live (1997; Gravação efectuada em 1978)
- Death's Crown (1999; Gravação efectuada em 1974)
- The Muse Awakens (2004)